# John P. Dulaney
John P. Dulaney, all'anagrafe John Dulaney (Oklahoma City, 11 dicembre 1946), è un attore e imprenditore statunitense.

## Biografia
Nativo di Oklahoma City, John P. Dulaney frequenta da giovane gli studi nella sua città natale alla "Harding high school", in seguito si trasferisce prima a Chicago e poi a Los Angeles per proseguire alla "Columbia College". 
Prima di intraprendere l'attività cinematografica, John P. Dulaney inizia la sua gavetta nel 1965, in un laboratorio di effetti speciali e dopo aver partecipato ad alcuni cortometraggi a Los Angeles, si trasferisce a New York divenendo titolare di una sala cinematografica a East Village.
Nel 1969, John P. Dulaney si trasferisce a Roma con l'intenzione di proseguire l'attività cinematografica; dopo aver cercato un ingaggio, riesce a ottenere dal regista Federico Fellini una piccola parte nel film Roma. Dopo aver ottenuto il primo ruolo nella cinematografia in Italia, si stabilisce nella capitale dove mette a frutto le sue doti recitative. 
L'incontro che dà una svolta concreta nella carriera di John P. Dulaney è nel 1975, quando conosce casualmente Bruno Corbucci sul set di Squadra antiscippo. Il regista Corbucci lo sceglie per sostituire Jack La Cayenne per il personaggio di "Ballarin", poiché quest'ultimo dovette rifiutare all'improvviso per altri impegni televisivi.
Per John P. Dulaney, il successo del personaggio di "Ballarin" è tale che viene chiamato a interpretare il ruolo del poliziotto dall'accento veneto per ben cinque volte (in tutti i film di quella serie venne doppiato da Gianni Marzocchi).
Dopo la parentesi della popolarità ottenuta con quel personaggio, John P. Dulaney a partire dalla prima metà degli anni ottanta dirada gli impegni cinematografici per tentare  strade che possano offrirgli altre opportunità; rimane comunque legato al territorio italiano in quanto possessore di un immobile a Roma e uno in Umbria. 
A cominciare dalla prima metà degli anni duemila, John P. Dulaney rimpatria negli Stati Uniti e intraprende l'attività imprenditoriale gestendo una società di commercio on line ; dal 2018 però, l'attore riprende l'attività recitativa.

## Filmografia
- Roma, regia di Federico Fellini (1972)
- Trastevere, regia di Fausto Tozzi (1972)
- La lunga cavalcata della vendetta, regia di Tanio Boccia (1972)
- È tornato Sabata... hai chiuso un'altra volta!, regia di Gianfranco Parolini (1972)
- Jesse & Lester - Due fratelli in un posto chiamato Trinità, regia di Renzo Genta (1972) - non accreditato
- Luna di miele in tre, regia di Carlo Vanzina (1976)
- Squadra antiscippo, regia di Bruno Corbucci (1976)
- Squadra antifurto, regia di Bruno Corbucci (1976)
- Cassandra Crossing, regia di George Pan Cosmatos (1976)
- Squadra antitruffa, regia di Bruno Corbucci (1977)
- L'occhio dietro la parete, regia di Giuliano Petrelli (1977)
- Von Buttiglione Sturmtruppenführer, regia di Mino Guerrini (1977)
- Autostop rosso sangue, regia di Pasquale Festa Campanile (1977)
- Squadra antimafia, regia di Bruno Corbucci (1978)
- Goodbye & Amen, regia di Damiano Damiani (1978)
- Assassinio sul Tevere, regia di Bruno Corbucci (1979)
- Concorde Affaire '79, regia di Ruggero Deodato (1979)
- Here's to the End of the War, regia di Deborah Young (1982)
- Black Fire, regia di Teddy Page (1985)
- Spyder - Detective d'assalto, regia di Joe Mari Avellana (1988)
- Sando and the Diplomat's Daughter, regia di Ken Watanabe (1988)
- Robowar - Robot da guerra, regia di Bruno Mattei (1988)
- Un maledetto soldato, regia di Ted Kaplan (Ferdinando Baldi) (1988)
- Blackbelt II, regia di Joe Mari Avellana e Kevin Tent (1989)
- On the Fence, regia di Luciana Caplan (2018)
- The Education of a Negro, regia di Ryan Culver (2019)
- Influence, regia di Trey Haley (2020)

### Televisione
- Buried in the Backyard – serie TV, episodio 2x09 (2019)
- The Night That Didn't End – serie TV (2020)

### Cortometraggi
- Nothing Grows Here, regia di Jon Hwang e Brendon Wilson (2018)
- Charlie, regia di Omid Iranikhah (2018)
- The Godfathers Daughter, regia di DJ Robinson (2018)
- Identity, regia di Shane Seibel (2019)
- Fenced, regia di Rodrigo Zan (2019)
- Reputation, regia di Willie Gamble jr. (2020)

## Doppiatori italiani
- Gianni Marzocchi in Squadra antiscippo, Squadra antifurto, Squadra antitruffa, Squadra antimafia, Assassinio sul Tevere
- Roberto Del Giudice in Robowar - Robot da guerra